# Сточек (Ґраєвський повіт)
Сточек (пол. Stoczek) — село в Польщі, у гміні Райґруд Ґраєвського повіту Підляського воєводства.
Населення — 141 особа (2011).
У 1975—1998 роках село належало до Ломжинського воєводства.

## Демографія
Демографічна структура станом на 31 березня 2011 року:
|          | Загалом | Допрацездатний вік | Працездатний вік | Постпрацездатний вік |
| -------- | ------- | ------------------ | ---------------- | -------------------- |
| Чоловіки | 81      | 34                 | 40               | 7                    |
| Жінки    | 60      | 12                 | 34               | 14                   |
| Разом    | 141     | 46                 | 74               | 21                   |